# Bolanden
Bolanden (pfälzisch: Bolanne) ist die einwohnermäßig sechstgrößte Ortsgemeinde im Donnersbergkreis in Rheinland-Pfalz. Sie gehört der Verbandsgemeinde Kirchheimbolanden an, innerhalb derer sie gemessen an der Einwohnerzahl die zweitgrößte und gemessen an der Fläche die drittgrößte Ortsgemeinde darstellt.

## Geographie

### Lage
Bolanden liegt im Donnersbergkreis in der Pfalz am Übergang des Nordpfälzer Berglandes der zum Alzeyer Hügelland gehörenden Bolander Randhöhen. Etwa zwei Kilometer nördlich liegt die Kreisstadt Kirchheimbolanden und etwa vier Kilometer westlich der Donnersberg. Neben dem Kernort besteht die Gemeinde aus den beiden Ortsteilen Bolanderhof und Weierhof, sowie den Wohnplätzen Hügelhof und Klosterhof. Nachbargemeinden sind – im Uhrzeigersinn – Kirchheimbolanden, Gauersheim, Marnheim, Weitersweiler, Bennhausen, Jakobsweiler und Dannenfels.

### Erhebungen
Der Ort befindet sich am Fuße des 276,9 Meter hohen Schlossbergs, der sich steil östlich des Ortskerns erhebt und auf dem die Ruine der Burg Neu-Bolanden thront. Im Osten des Gemeindegebiets erstreckt sich die bis zu 302 Meter hohe Hügelkette Hungerberg.

### Gewässer
Durch den Westen und Süden der Gemarkung fließt der Gerbach; teilweise bildet er die Gemarkungsgrenze zu Dannenfels. Südlich des Bolander Siedlungsgebiets nimmt er von links den Langenbach auf. Ebenfalls im Westen entspringt der Gutleutbach. Durch den Osten der Gemarkung verläuft der Goldbrunnengraben.

## Geschichte

### Entwicklung bis zum Mittelalter
Der älteste gefundene Nachweis menschlicher Zivilisation auf dem heutigen Gebiet Bolandens ist eine Siedlung der Bandkeramiker am Weierhof, deren Kultur heute auf den Zeitraum zwischen 5500 und 4900 v. Chr. angesetzt wird. Ein Menhir, der eine Wegkreuzung auf dem heutigen Gebiet des Weierhofs markierte, wird auch „Hühnerstein“ genannt.

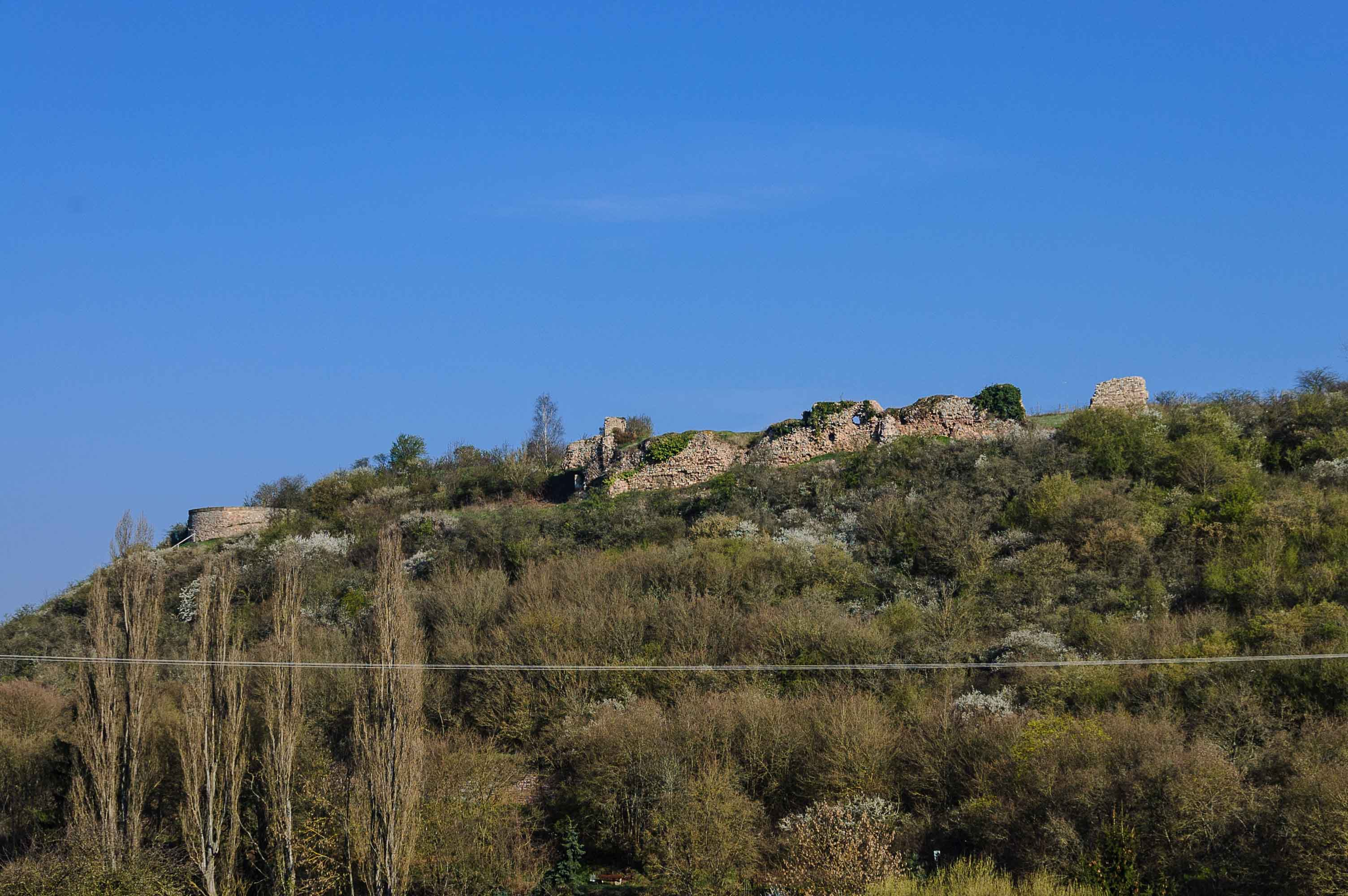
Burgruine Neu-Bolanden, Gesamtansicht

Anfang des 12. Jahrhunderts erbaute Werner I. von Bolanden auf dem heutigen Gebiet des Bolanderhofs die Burg Altenbolanden. Außerdem gründete er im Jahre 1120 das, 1160 in den heutigen Namen Kloster Hane umbenannte, Hauskloster „Zelle Bolanden“. Belegt wurde dies durch die Stiftungsurkunde der „cella bonlande“ ausgestellt durch den Bischof von Mainz, Adalbert I. im Jahre 1129.
Im 13. Jahrhundert wurde die Burg Neu-Bolanden von den Reichsministerialen von Bolanden erbaut, welche seitdem als Stammsitz derer von Bolanden galt. Das Dorf Bolanden samt seinem gleichnamigen Amt wurde 1333 zum ersten Mal urkundlich erwähnt, 1359 wird es ein kurpfälzisches Lehen. Das Adelsgeschlecht derer von Bolanden starb im 14. Jahrhundert aus.

### Neuzeit
Bolanden wurde zweimal hintereinander im Dreißigjährigen Krieg und anschließend im Pfälzischen Erbfolgekrieg völlig zerstört, was 1689 auch zum endgültigen Ende der Burg Bolanden führte. Angesichts des Bevölkerungsrückgangs – so lebten im Jahr 1647 im gesamten Amt Bolanden (neben Bolanden auch Marnheim, Dreisen und Froschauer Hof) nur noch 42 Menschen – erlaubte Kurfürst Karl Ludwig von der Pfalz den aus der Schweiz vertriebenen Mennoniten 1664 die Neuansiedlung auf dem Weierhof. Im Jahr 1706 tauschte die Kurpfalz Bolanden an Nassau-Weilburg, das die Gemeinde der Herrschaft Kirchheim und Stauf unterstellte
.
Von 1798 bis 1814 gehörte Bolanden innerhalb des französischen Departement Donnersberg zum Kanton Kirchheim und war dort Sitz einer eigenen Mairie. Auf dem Wiener Kongress fiel die linksrheinische Pfalz 1815 zunächst an Österreich und 1816 aufgrund eines Tauschvertrages an das Königreich Bayern. Von 1818 bis 1862 gehörte Bolanden dem Landkommissariat Kirchheim – später Kirchhheimbolanden an; aus diesem ging das Bezirksamt Kirchhheimbolanden  hervor.
Ab 1939 war der Ort Bestandteil des Landkreises Kirchheimbolanden. Nach dem Zweiten Weltkrieg wurde Bolanden innerhalb der französischen Besatzungszone Teil des 1946 neu gebildeten Landes Rheinland-Pfalz. Im Zuge der ersten rheinland-pfälzischen Verwaltungsreform wechselte Bolanden 1969 in den neu gebildeten Donnersbergkreis; drei Jahre später wurde die Gemeinde in die ebenfalls neu entstandene Verbandsgemeinde Kirchheimbolanden eingegliedert.

## Politik

### Gemeinderat

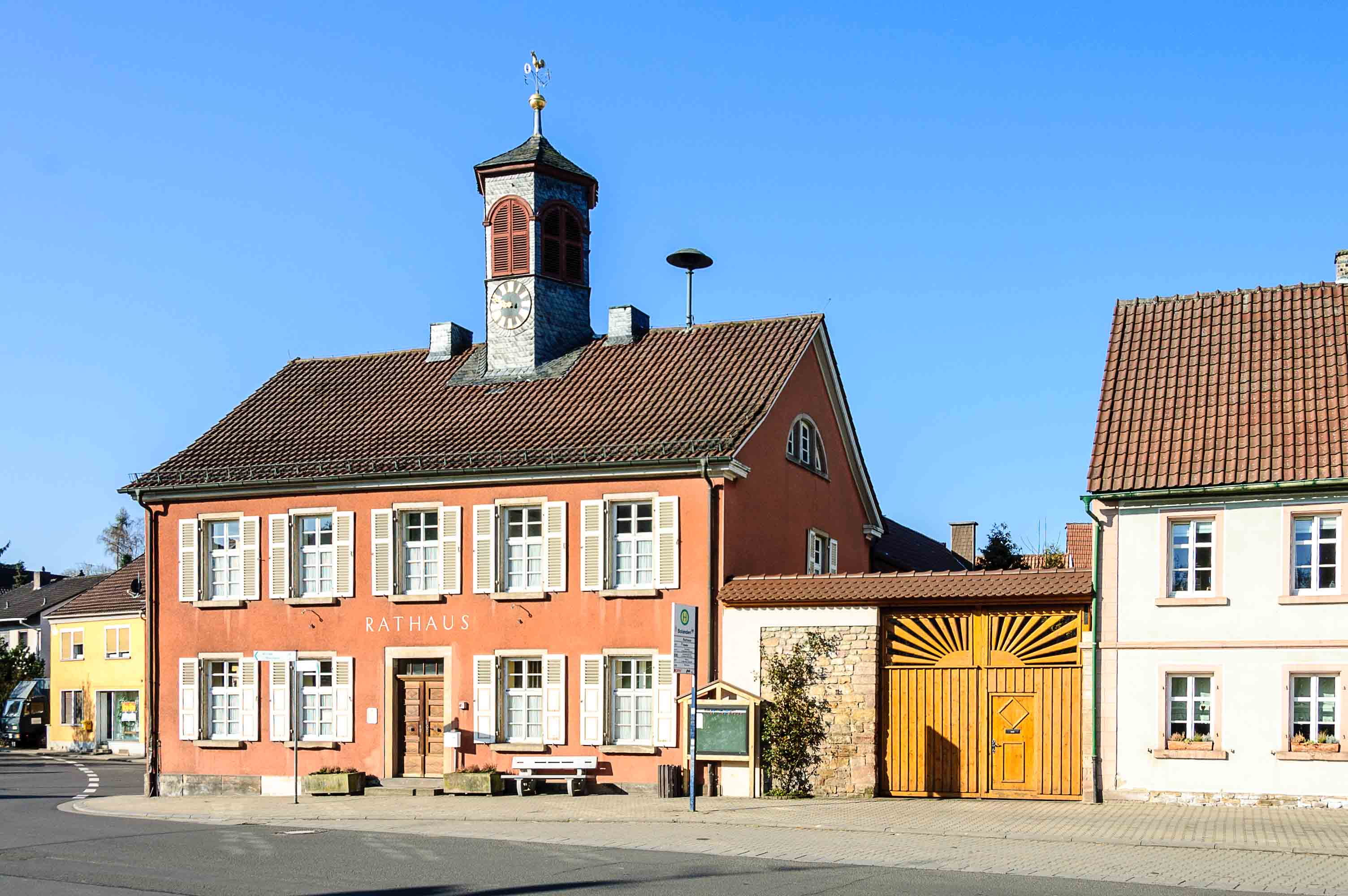
Das Rathaus von Bolanden 2014

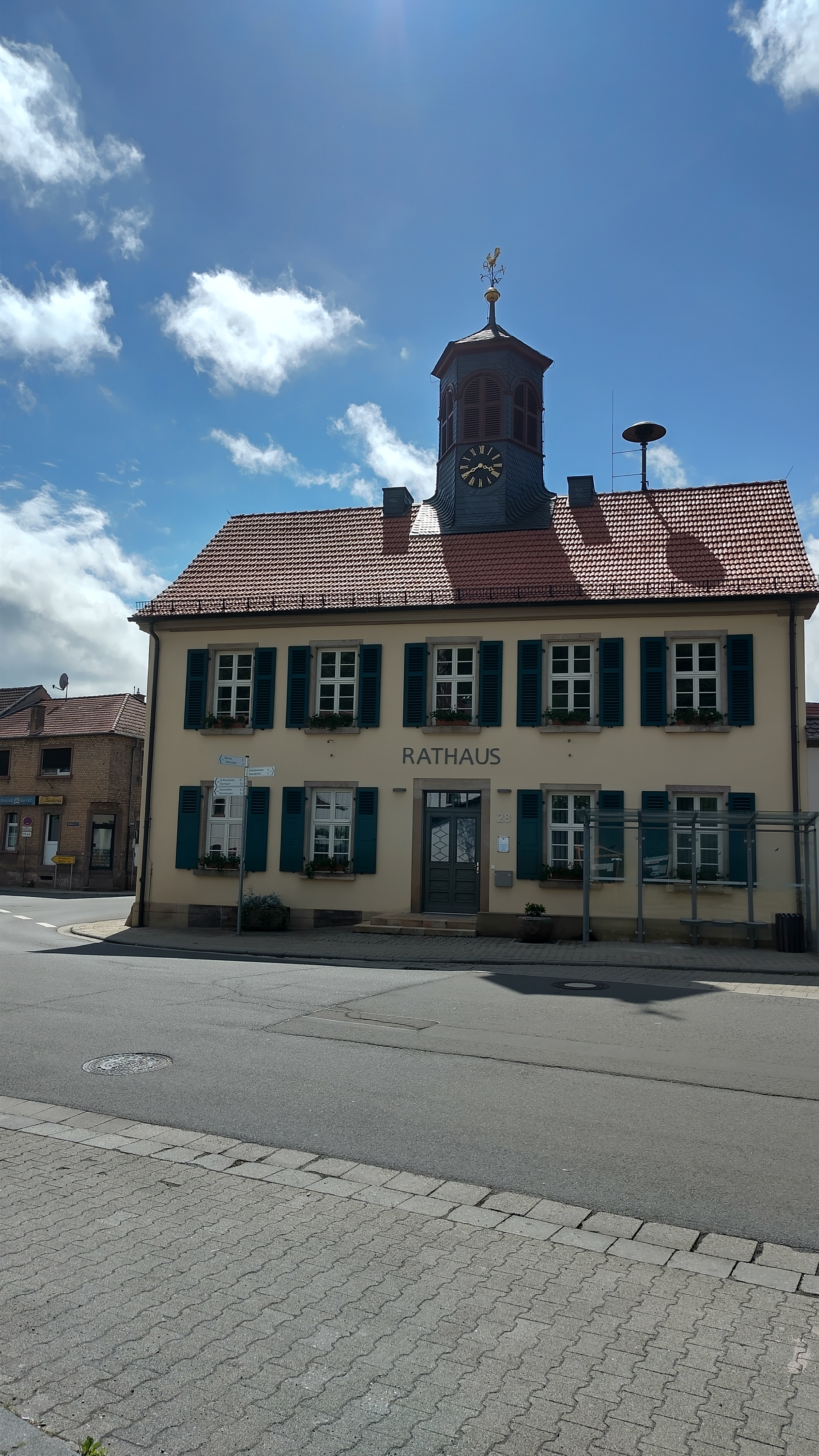
Rathaus Bolanden (Mai 2025)

Der Gemeinderat in Bolanden besteht aus 16 Ratsmitgliedern, die bei den Kommunalwahlen am 9. Juni 2024 in einer personalisierten Verhältniswahl gewählt wurden, und dem ehrenamtlichen Ortsbürgermeister als Vorsitzendem.
Die Sitzverteilung im Gemeinderat:
| Wahl | SPD | CDU | AfD | LINKE | FWG* | WG Moser | WG Schmidt | Gesamt   |
| ---- | --- | --- | --- | ----- | ---- | -------- | ---------- | -------- |
| 2024 | 2   | 3   | 2   | –     | 6    | 2        | 1          | 16 Sitze |
| 2019 | 3   | 3   | –   | 1     | 9    | –        | –          | 16 Sitze |
| 2014 | 5   | 3   | –   | 1     | 7    | –        | –          | 16 Sitze |
| 2009 | 5   | 3   | –   | 1     | 7    | –        | –          | 16 Sitze |
| 2004 | 5   | 3   | –   | –     | 8    | –        | –          | 16 Sitze |

- FWG = Freie Wählergruppe Bolanden e. V.

### Bürgermeister
Armin Juchem (FWG) wurde am 2. Mai 2005 Ortsbürgermeister von Bolanden. Bei der Direktwahl am 26. Mai 2019 wurde er mit einem Stimmenanteil von 71,39 % für weitere fünf Jahre in seinem Amt bestätigt. Bei der Direktwahl am 9. Juni 2024 wurde er ohne Gegenkandidaten mit 63,8 % der Stimmen erneut wiedergewählt.

### Wappen
| Wappen von Bolanden | Blasonierung: „In Blau ein von je einem sechsspeichigen goldenen Rad beseiteter silberner Schrägbalken, belegt mit den von insgesamt drei roten Rautensteinen beseiteten roten Großbuchstaben B und L (→ Initialwappen).“ |
| Wappen von Bolanden | Es wurde 1844 durch König Ludwig I. von Bayern verliehen. |

## Kultur und Sehenswürdigkeiten

### Bauwerke
Kulturdenkmäler

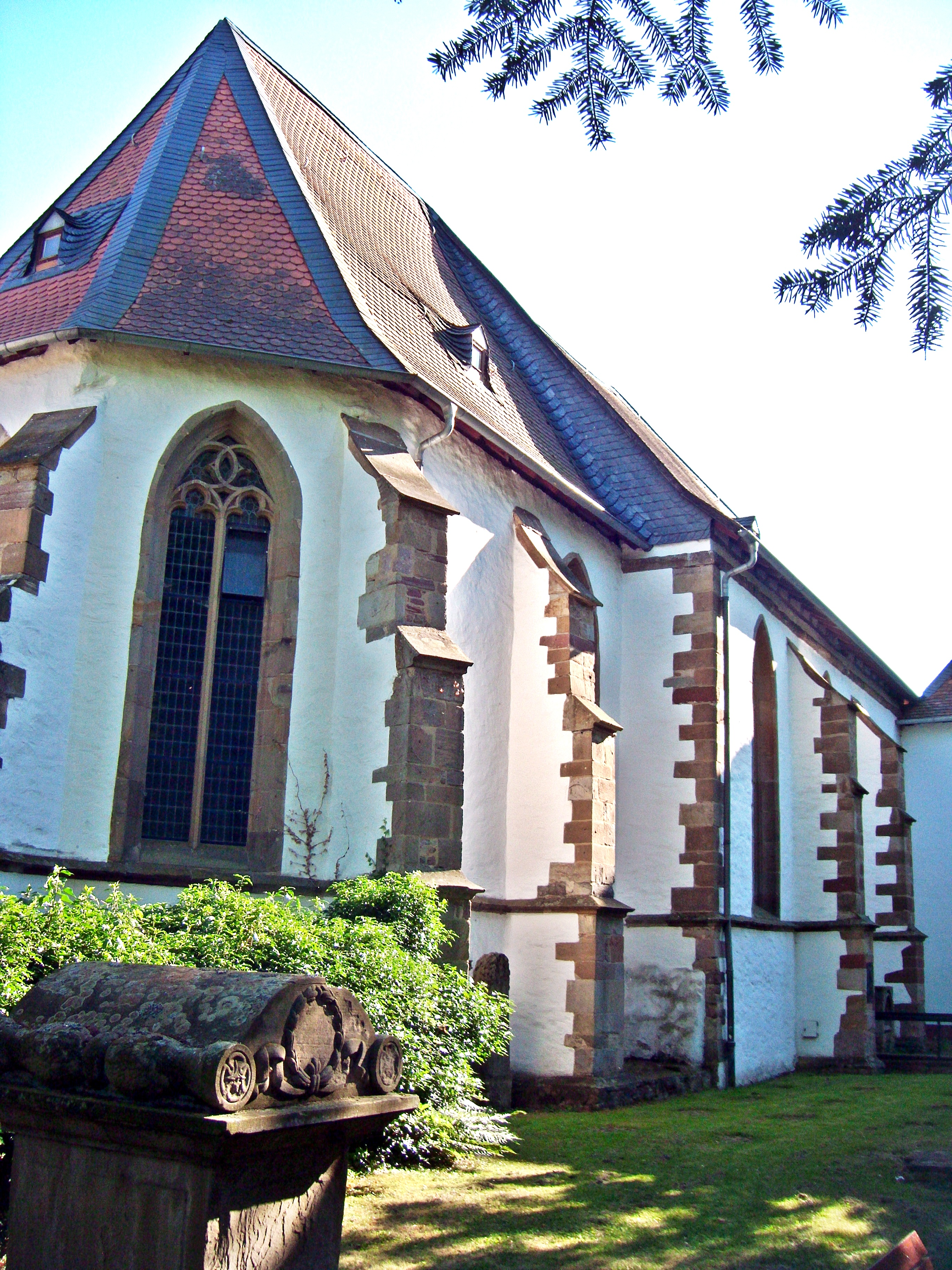
Bolanden, Klosterkirche Hane

Das Kloster Hane samt seiner erhaltenen romanisch-gotischen Klosterkirche, die Burg Neu-Bolanden, das Gymnasium Weierhof und der Ortskern von Weiherhof sind jeweils als Denkmalzonen ausgewiesen.
Hinzu kommen innerhalb der Gemeinde 13 Einzelobjekte, die unter Denkmalschutz stehen, darunter  katholische Kirche Mariä Geburt, eine evangelische Kirche sowie im Ortsteil Weierhof eine Mennonitenkirche, alternativ Bethaus genannt.
sonstige Bauwerke
Das älteste Wohnhaus des Dorfes stammt aus gotischer Zeit. Als Veranstaltungsort bekannt ist die 2002 errichtete Werner-von-Bolanden-Halle. Am südlichen Rand des Siedlungsgebiets der Kerngemeinde befinden sich außerdem die Grabstelen von Bolanden.

### Natur
Innerhalb des Gemeindegebiets befinden sich insgesamt vier Naturdenkmale.

### Vereine
Zu den örtlichen Vereinen gehören unter anderem der Musikverein Bolanden, der TuS Bolanden und der Männerchor 1848 Bolanden. Von überregionaler Bedeutung ist der Mennonitische Geschichtsverein, der im Ortsteil Weierhof die Mennonitische Forschungsstelle betreibt.
Über die Region hinaus ist zusätzlich der Radsportverein RV Bolanden bedeutsam, der im Radball und Kunstradfahren erfolgreich an diversen Turnieren auf Rheinland-Pfalz und Deutschland-Ebene teilnahm.

### Regelmäßige Veranstaltungen
Das größte Fest des Ortes ist die Kerwe, die jedes Jahr am ersten Septemberwochenende stattfindet. Dabei wird auf der Burgruine Bolanden von den Kerweborsch die im Vorjahr in einer Truhe „beerdigte“ Kerwe ausgegraben.

## Religion
Bis Ende 2015 war in Bolanden eine katholische Pfarrei ansässig, die zur Pfarreigemeinschaft Kirchheimbolanden gehörte und zu der die mittlerweile profanierte Kirche in Marnheim als Filiale gehörte. Seit 2016 gehört die Gemeinde mit ihrer Kirche Mariä Geburt zur Pfarrei Hl. Anna, die in Kirchheimbolanden ihren Sitz hat. Die evangelische Kirche im Ort gehört zum Protestantischen Dekanat Donnersberg in der Evangelischen Kirche der Pfalz. Zudem befindet sich auf dem Weierhof eine Mennonitische Kirchengemeinde mit eigener Kirche.

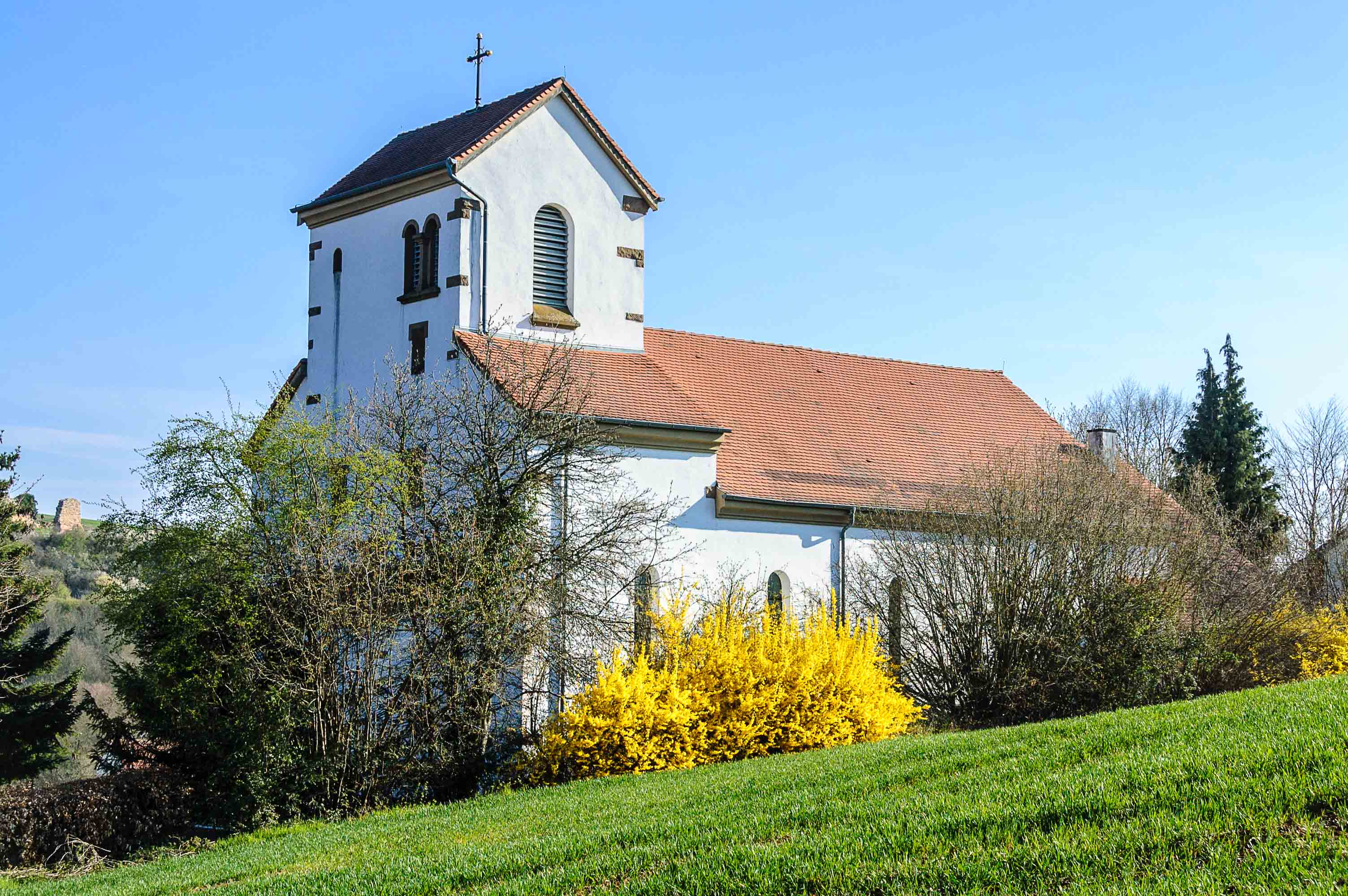
Katholische Kirche Mariä Geburt
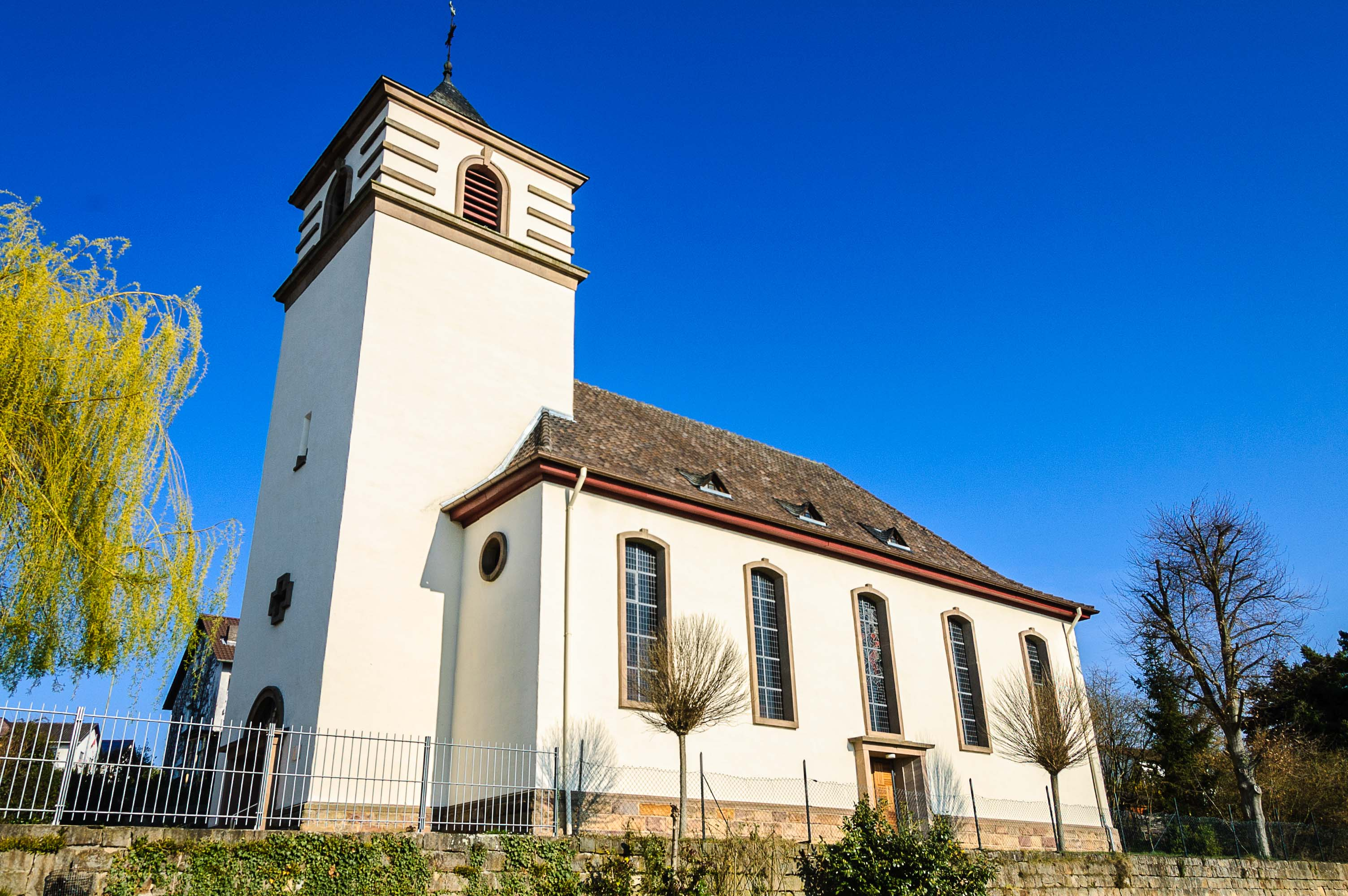
Evangelische Kirche
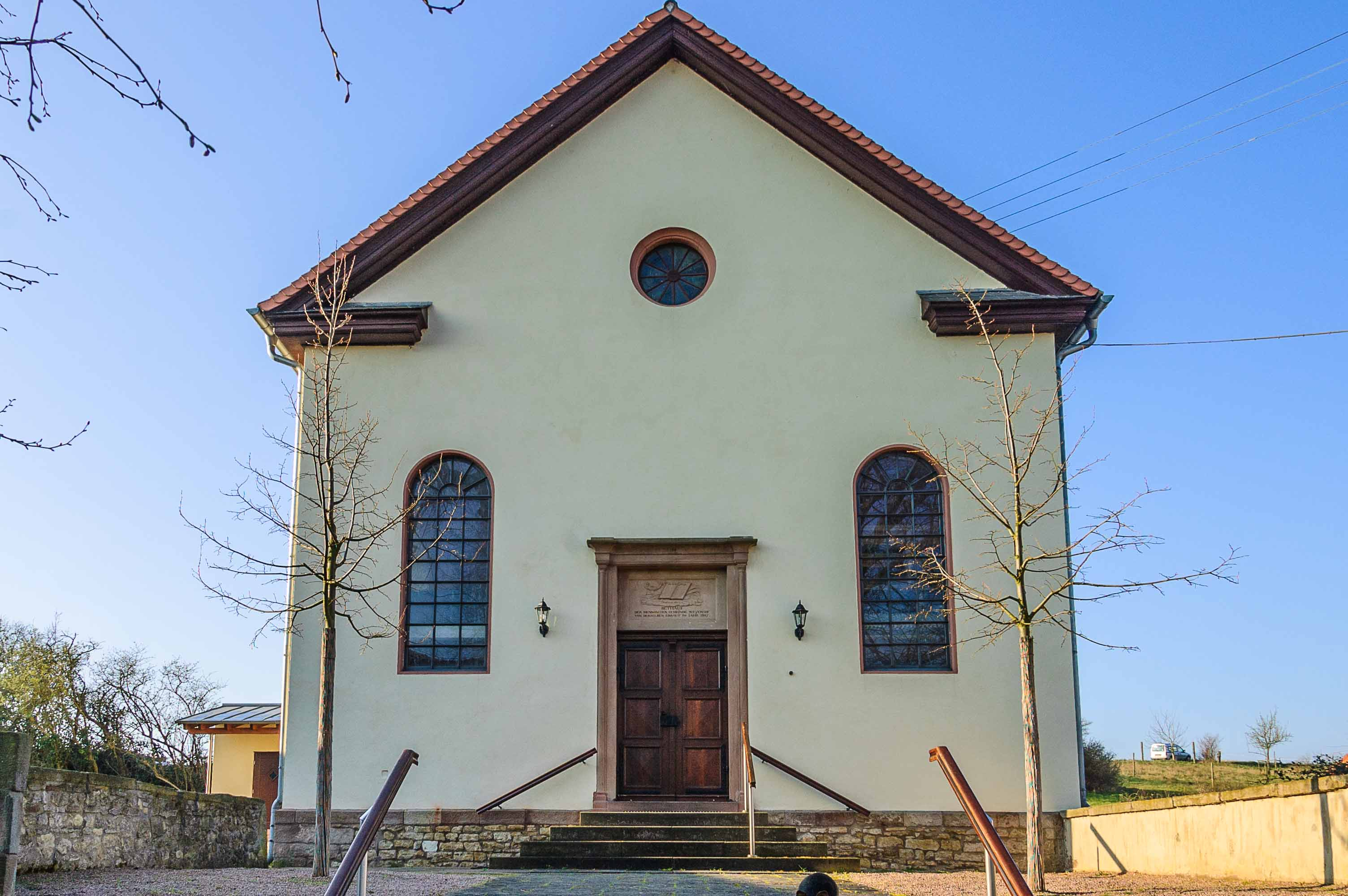
Mennonitische Kirche

| Verlteilung nach Religionsgemeinschaften Mai 2022 | Verlteilung nach Religionsgemeinschaften Mai 2022 | Verlteilung nach Religionsgemeinschaften Mai 2022 |
| Religionsgemeinschaft                             | Anzahl                                            | %                                                 |
| ------------------------------------------------- | ------------------------------------------------- | ------------------------------------------------- |
| Evangelische Kirche (öffentlich-rechtlich)        | 1.040                                             | 44,2                                              |
| Römisch-katholische Kirche (öffentlich-rechtlich) | 0.380                                             | 16,1                                              |
| Sonstige, keine, ohne Angabe                      | 0.935                                             | 39,7                                              |

## Wirtschaft und Infrastruktur

### Wirtschaft
Wegen seiner guten Infrastruktur wurde in Bolanden ein kleines Gewerbegebiet errichtet. Von 1996 bis 2008 hatte juwi dort einen ihrer Unternehmenssitze. Weiterhin befindet sich der Steinbruch Mannbühl auf der Gemarkung der Ortsgemeinde in dem bis 2016 Basalt abgebaut wurde.
Zudem wird vor Ort in geringerem Umfang Weinanbau betrieben; die Gemeinde selbst zum Weinanbaugebiet Pfalz; vor Ort befindet sich die Einzellage Schloßberg (3,7 ha), die zur Großlage Schnepfenflug vom Zellertal gehört.

### Verkehr
In kurzer Entfernung verläuft östlich die A 63 (Kaiserslautern-Mainz). In Kirchheimbolanden ist Haltepunkt der Donnersbergbahn. Außerdem befindet sich in Marnheim ein solcher der Zellertalbahn, die jedoch ausschließlich unregelmäßig befahren wird. Der Ort ist über die von Behles Bus betriebene Buslinie 902, die von Eisenberg bis nach Gaugrehweiler verläuft, ans Nahverkehrsnetz angeschlossen.

### Bildung

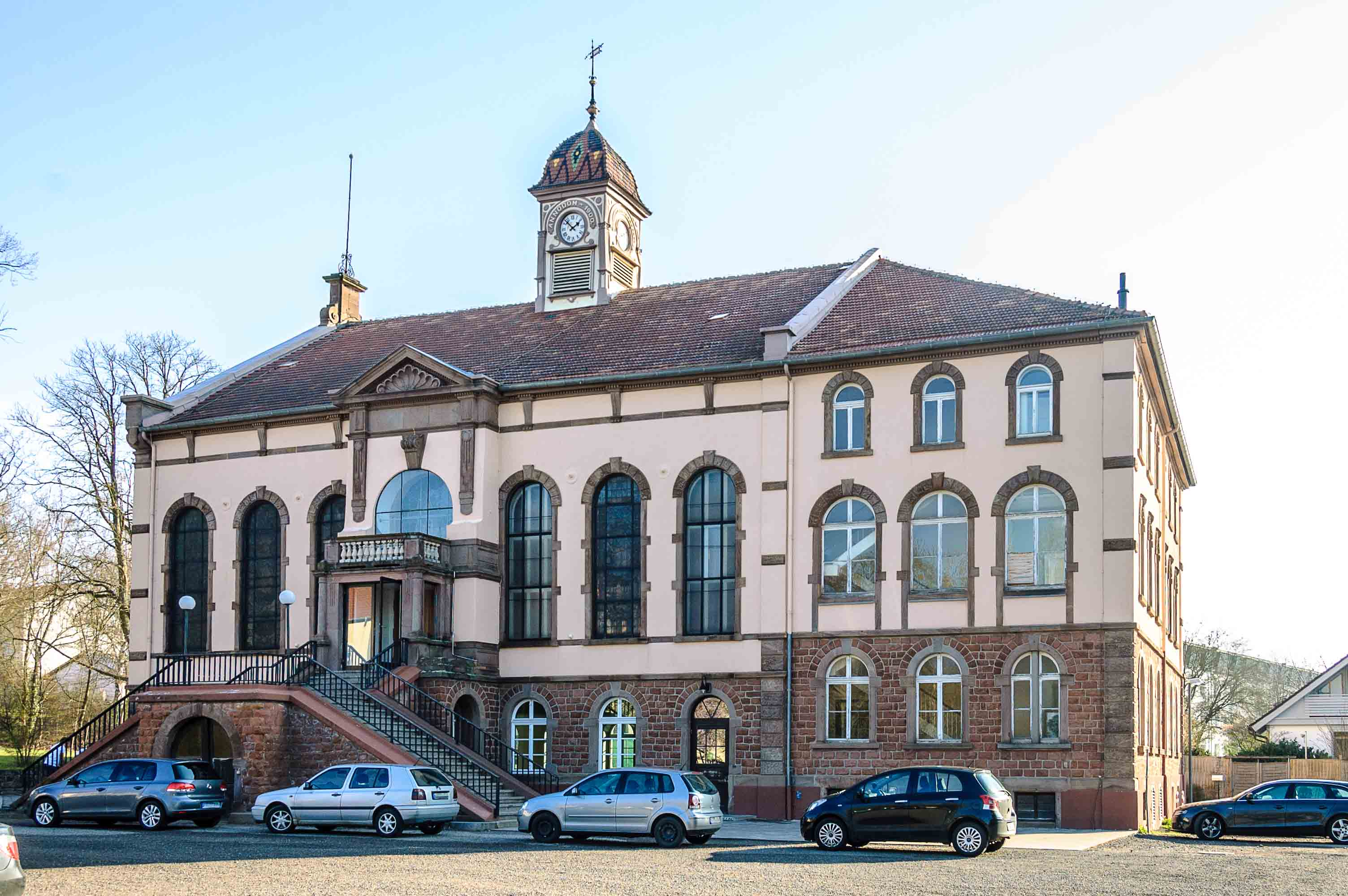
Die Aula des Gymnasiums Weierhof

Bolanden besitzt zwei Kindertagesstätten, die auf dem Weierhof befindliche ist in Trägerschaft der Ortsgemeinde, Träger der anderen ist die Protestantische Kirchengemeinde Bolanden.
Das Dorf verfügt weiterhin über eine Grundschule, die Ganztagsschule und zudem Schwerpunktschule ist, also Kinder mit und ohne erhöhtem Förderbedarf oder Beeinträchtigungen gemeinsam unterrichtet.
Darüber hinaus ist das Gymnasium Weierhof im Ortsteil Weierhof ansässig. Hierbei handelt es sich um ein privates G8-Ganztagsgymnasium (G8GTS) mit Internat.

### Tourismus
Mitten durch das Siedlungsgebiet verläuft außerdem der mit einem gelben Balken markierte Fernwanderweg Saar-Rhein-Main. Der mit einem blauen Balken markierte Fernwanderweg Staudernheim–Soultz-sous-Forêts verläuft durch den Westen der Gemeindegemarkung.

## Persönlichkeiten
- Joseph Eduard Konrad Bischoff (1882–1920), Schriftsteller des 19. Jahrhunderts, wählte als Pfarrer in der Nordpfalz sein Schriftstellerpseudonym Conrad von Bolanden, nach Dorf und Burg Bolanden.
- Erwin Burgey (1922–2009), Mundartdichter des 20. Jahrhunderts.
- Margit Conrad (* 1952), frühere Staatsministerin, wohnt vor Ort
- Yanek Stärk (* 1988 oder 1989), Musiker, Songwriter und Musikproduzent